# SV Viktoria Elbing
Der SV Viktoria Elbing war ein deutscher Sportverein aus dem im heutigen Polen gelegenen Elbląg.

## Geschichte
Der SV Viktoria Elbing wurde 1910 gegründet. In der Saison 1919/20 wurde Elbing Gruppensieger des Bezirkes Elbing und spielte gegen den Sieger des Bezirkes Danzig um die Meisterschaft der Bezirksklasse Westpreußen. Dieses Spiel verloren die Elbinger gegen den VfL Danzig mit 2:5. In den kommenden Spielzeiten wurde der Bezirk Elbing der Bezirksklasse Ostpreußen zugeordnet, Viktoria Elbing wurde 1920/21 und 1922/23 Gruppensieger des Bezirkes Elbing, konnte jedoch in der ostpreußischen Fußballendrunde keine vorderen Platzierungen erreichen. Zur Saison 1930/31 gab es erneut veränderte Bezirkseinteilungen seitens des Baltischen Sport-Verbandes. Der Bezirk Grenzmark wurde erschaffen, Elbing spielte fortan in diesem Bezirk in der Bezirksliga Westpreußen. 1932 gewann Viktoria Elbing die Bezirksliga Westpreußen, wodurch sich die Mannschaft für die Endrunde um die Grenzmark Meisterschaft qualifizierte. Bei dieser erreichte Elbing hinter dem Danziger SC den zweiten Platz in der Gruppe A, welcher nicht zum Weiterkommen reichte.
In der Saison 1932/33erreichte Elbing den zweiten Platz der Bezirksklasse Westpreußen, dies berechtigte Elbing zur Teilnahme an der neu geschaffenen Gauliga Ostpreußen 1933/34, bei der die Mannschaft als Gruppenletzter der Gruppe A jedoch bereits nach einer Spielzeit absteigen musste. Zur Saison 1935/36 erfolgte der Wiederaufstieg in die Gauliga Ostpreußen, in dieser konnte sich Elbing bis zur Saison 1937/38 halten, als es bedingt durch eine Verkleinerung der Gauliga zu vielen Absteigern kam. Zur Saison 1939/40 spielte Viktoria Elbing zusammen mit dem VfR Hansa Elbing und dem Elbinger SV in einer Kriegsspielgemeinschaft. Mit Gründung der Gauliga Danzig-Westpreußen spielte Viktoria Elbing fortan in dieser Liga und erreichte Platzierungen im Mittelfeld. Für den Tschammerpokal 1943 qualifizierten sich die Elbinger als Pokalsieger des Gaus Danzig-Westpreußen. Nach einer 0:7-Niederlage gegen den LSV Pütnitz schied Elbing bereits in der ersten Runde aus.
Nach dem Zweiten Weltkrieg wurde das zum Deutschen Reich gehörende Elbing unter polnische Verwaltung gestellt. Der SV Viktoria Elbing wurde – wie alle übrigen deutschen Vereine und Einrichtungen – zwangsaufgelöst.

## Erfolge
- Sieger Bezirksklasse Westpreußen im Bezirk Grenzmark: 1932
- 5 Teilnahmen an der Gauliga Ostpreußen: 1933/34, 1935/36, 1936/37, 1937/38, 1939/40 (als Kriegsspielgemeinschaft)
- 4 Teilnahmen an der Gauliga Danzig-Westpreußen: 1940/41, 1941/42, 1942/43, 1943/44
- 1 Teilnahme am Tschammerpokal: 1943